# José Cruz
José Cruz est un comédien, humoriste et vidéaste franco-portugais.

## Biographie
Né en France, à Poissy, de parents portugais, José Cruz commence sa formation théâtrale à l'école Claude Mathieu en 1997. Il complète sa formation par un stage théâtral à Cambridge sous la direction de Patrizia Di Risio et en Corse sous la direction de Robin Renucci.
Après avoir joué dans de nombreux spectacles classiques et contemporains (Le Mariage de Figaro de Beaumarchais, La Vie de Galilée de Bertolt Brecht, Caligula d'Albert Camus, Le Livre de Christophe Colomb de Paul Claudel), il crée et interprète son premier one-man-show Olá! en 2009 qui réunira plus de 60.000 spectateurs lors de 500 représentations à travers la France, la Belgique, la Suisse, le Luxembourg et le Portugal. Il se fait connaître d'un plus large public en 2016 grâce au succès de sa vidéo virale La Trottinette portugaise qui cumule près de vingt millions de vues sur Internet et différents réseaux sociaux.
Il joue aussi bien en français qu’en portugais, dans de grands Festivals d’humour (Montreux Comedy Festival, VooRire de Liège, Top In Humour Festival d’humour pour la Paix), et sur certaines des plus grandes scènes parisiennes comme l’Olympia (en 1re partie de Dulce Pontes), le Palais des Sports et le Palais des Congrès (en 1re partie de Tony Carreira).

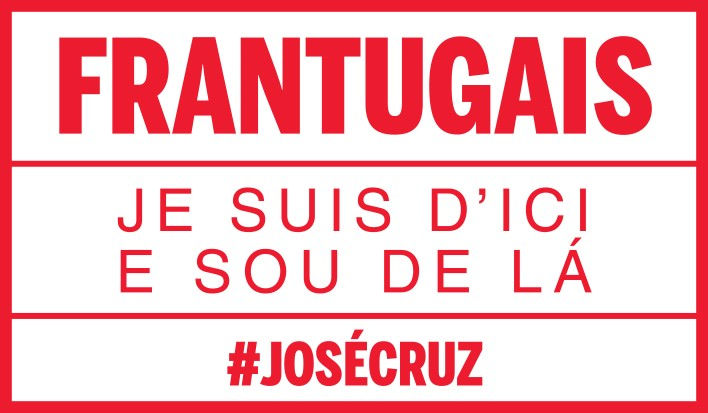
Logo de "Frantugais", la marque de vêtements franco-portugaise lancée par José Cruz en 2021.

En 2018, il crée et interprète son deuxième one-man show, En Construction, mis en scène par Laetitia Lebacq (P’tit Molière 2018 de la meilleure comédienne pour Lettre d’une inconnue de Stefan Zweig). Il réalise une tournée d'un mois durant l'été 2019 autour d'un concept original, intitulé J'irai jouer au Portugal chez vous.
Promoteur du frantugais depuis son premier one-man-show, José Cruz lance "Frantugais", sa marque de vêtements en 2021.
En septembre 2023, José Cruz lance son troisième spectacle, Portugal, voyage au centre du monde, qui retrace avec humour et nostalgie les voyages et vacances de son enfance au Portugal.

## Théâtre
- 2004-2008 : Bachi et Bazouk de la Compagnie La Grenade, mis en scène par Stéphane Bientz
- 2009-2016 : Olá! mis en scène par Douceline Derréal
- Depuis 2018 : En Construction mis en scène par Laetitia Lebacq
- Été 2019 : tournée J'irai jouer au Portugal chez vous
- Depuis 2023 : Portugal, voyage au centre du monde

## Filmographie
- 2019 : Coup de foudre en Andalousie[14]

## Distinction
- 2015 : Topin d'Or[15] du festival Top In Humour